# Vila Bela da Santíssima Trindade
Vila Bela da Santíssima Trindade là một đô thị thuộc bang Mato Grosso, Brasil. Đô thị này có diện tích 13630,948 km², dân số năm 2007 là 13711 người, mật độ 1,01 người/km².